# إكيليل أذيني
إكيليل أذيني (الاسم العلمي:Coronilla stipularis) هي نوع غير مؤكد من النباتات يتبع جنس الإكيليل من الفصيلة البقولية.